# Дарский, Адам
А́дам «Nergal» Да́рский (пол. Adam Nergal Darski; 10 июня 1977, Гдыня), до 1992 года известный как Holocausto — польский композитор, продюсер, музыкант, гитарист и певец. Окончил факультет филологии и истории в университете Гданьска и получил специальность музейного куратора.
Основатель, главный композитор, автор песен и лидер группы Behemoth. Работал с группами Hermh, Nile, Damnation, Vader, Sweet Noise, December’s Fire, Mess Age, Frontside, Hefeystos и Ex Deo. В течение многих лет сотрудничает с фотографом Томасом Даниловичем, звукорежиссёром и музыкальным продюсером Аркадиушем Мальчевским, фотографом Кшиштофом Садовским и поэтом Кристофером Азаревичем.
Является менеджером группы Behemoth, находится в руководстве агентства New Aeon. По версии журнала Decibel, Нергал оказался на 17 месте в рейтинге «20 лучших дэт-метал-гитаристов».
Нергал — это имя правителя подземного мира, позаимствованное Дарским из шумерской мифологии. Музыкант официально вписал имя Нергал в паспорт, заменив им имя Михал.

## Биография

### Ранние годы
Адам Михал Дарский родился 10 июня 1977 года в Гдыне, вырос в Гданьске. Его родители, Зенон и Ирен Дарские были учителями. Тяжелой музыкой заинтересовался от своего старшего брата. Первую гитару получил в подарок от отца в 8 лет за первое Святое Причастие. Первой электрогитарой была копия модели Fender Stratocaster. В течение года он занимался музыкой, научился играть на гитаре и обучился нотной записи. В 1997 году он начал исследования на факультете филологии и истории в университете Гданьска, где он впоследствии защитил диссертации «Репертуар кинематографистов в Гданьске в 1919—1923 годах».

### Behemoth
В 2009 году были выпущены его подписные гитары ESP.
В 2012 году занял 63 место в польском издании журнала Forbes в списке самых высокооплачиваемых звёзд страны.

### Судебные процессы
Первый иск против сценического творчества случился в феврале 2008 года. По мнению Рышарада Новака, члена Общепольского Комитета по борьбе с сектами, Адамом Дарским было совершено правонарушение, подпадающее под статью 196 уголовного кодекса: он совершил акт порчи копии Библии на сцене во время концерта в клубе г. Гдыня в сентябре 2007 года. Истец требовал наказания в качестве заключения Адама Дарского в места заключения сроком до 2 лет. Расследование было инициировано прокуратурой в Гдыне; в ходе следствия допросили членов команды, включая Адама Дарского, в результате чего прокурор официально объявил, что Дарский не имел намерения оскорбить религиозные чувства кого бы то было, а само мероприятие следует рассматривать как элемент художественной деятельности. Участники следствия также заслушали концерт и показания владельца клуба, который заявил, что не знал о намерениях этой группы, и его не волновало действие на сцене. Высказывания Рышарда Новака по этому делу:
Я признаю, что дело рассматриваемое сегодня является очень значимым, потому что, если окажется, что я проиграю сегодняшнее дело, то все сатанинские группы т. е. музыканты-сатанисты, получат зеленый свет, чтобы на сцене делать всё! Они будут делать на этой сцене все: рвать Библию, сжигать кресты, святые христианские иконы. Поэтому это дело чрезвычайно важно. Но, даже если я одержу победу, то дело с Дарским не закончилось. <...> Да. Я слежу за деятельностью пана Адама Дарского уже несколько лет, и у меня есть доказательства, что пан Адам Дарский призывает к насилию над христианами и поощряет сжигание костелов. У меня есть доказательства!
Прокурор также привлёк в качестве эксперта в области религии, профессора Кшиштофа Ковалика из Гданьского университета, заявившего что каждый экземпляр Библии является предметом религиозного культа. Но уже в мае были прекращены уголовные дела, поскольку прокурор не смог предоставить в качестве доказательства лиц, чьи религиозные чувства были затронуты, поэтому единственной жертвой являлся бы сам прокурор Смит, который не смог сформулировать состав преступления.
22 апреля 2008 года, после прекращения расследования прокурор, Ричард Смит выступил с частным обвинением в оскорблении религиозных чувств и диффамации Католической Церкви, но судебное разбирательство было прекращено судом.
В конце 2008 года Дарский подал встречный иск на Новака, сообщив что действия Новака представляют собой нарушение права на личную жизнь и музыку. В марте 2009 года приговор был вынесен и Новак принёс извинения Дарскому в издании «Gazeta Wyborcza» и заплатил 3 тысячи польских злотых.

### The Voice of Poland
В 2011 году Адам Дарский стал наставником в первом сезоне польского музыкального шоу «The Voice of Poland». Его подопечный Дамьян Укедже дошёл до финала и одержал итоговую победу в шоу.

## Личная жизнь
В новогоднюю ночь с 31 декабря 2009 на 1 января 2010 года Адам сделал предложение своей подруге, 25-летней польской поп-звезде, известной под именем Дода, чем вызывал бурю возмущения в рядах фанатов тяжелой музыки. В марте 2011 года Адам расстался с Додой.

### Борьба с болезнью
В начале августа 2010 стало известно о болезни Дарского. Группа отменила все концерты до конца года, а певец был отправлен в гематологический центр Гданьского медицинского госпиталя. Ему был поставлен диагноз «лейкемия», и противники Дарского по части религиозных вопросов объявили, что его может спасти только покаяние в своих взглядах. Они заявили, что будут молиться за его выздоровление, чтобы показать, что «врата церкви открыты для всех». В это же время родственники Дарского начали поиск доноров костного мозга, и было сказано, что данный тип болезни не поддаётся химиотерапии. В ответ на слова поддержки фанатов, Нергал рассказал о состоянии своего здоровья и выразил уверенность в своем выздоровлении. Донор костного мозга нашёлся в ноябре 2010 года.
18 декабря Адам Дарский перенес операцию по пересадке костного мозга. 16 января 2011 года покинул клинику в Гданьске. Через 6 недель после пересадки костного мозга у Дарского началось инфекционное воспаление, поэтому он был снова помещен в гематологическое отделение Университетского клинического центра в Гданьске. Весной 2011 года Нергал начал появляться на публике и дал несколько интервью метал-изданиям, сообщив, что чувствует себя прекрасно и что вскоре группа возобновит репетиции.
Первый выход Нергала на сцену после операции состоялся 6 мая 2011 года в Катовице на концерте британской готик-рок-группы Fields of the Nephilim, к которой он присоединился для исполнения песни «Penetration».

## Дискография

### С Voodoo Gods
- Shrunken Head[8][9]

### Me and That Man
(проект с Джоном Портером)
- Songs of Love and Death (2017)
- New Man, New Songs, Same Shit, Vol. 1 (2020)
- New Man, New Songs, Same Shit, Vol. 2 (2021)

### Сборники
- Czarne Zastępy tribute to Kat (1996)
- Originators of Northern Darkness tribute to Mayhem (1999)
- Tyrants from the Abyss tribute to Morbid Angel (2000)

### Как приглашённый музыкант
| Группа          | Год  | Альбом                | В качестве… |
| --------------- | ---- | --------------------- | ----------- |
| Mastiphal       | 1994 | Nocturnal Landscape   | барабанщик  |
| Hermh           | 1996 | Crying Crown of Trees | басист      |
| December’s Fire | 1996 | Vae Victis            | вокалист    |
| Damnation       | 1997 | Coronation            | басист      |
| Hefeystos       | 1998 | Psycho Cafe           | вокалист    |
| Hangover        | 2002 | Terrorbeer            | вокалист    |
| Vader           | 2002 | Revelations           | вокалист    |
| Mess Age        | 2002 | Self-Convicted        | вокалист    |
| Corruption      | 2003 | Orgasmusica           | вокалист    |
| Sweet Noise     | 2003 | Revolta               | вокалист    |
| Frontside       | 2008 | Teoria Konspiracji    | вокалист    |
| Ex Deo          | 2009 | Romulus               | вокалист    |

## Фильмография
- Historia polskiego rocka (2008, документальный, режиссёр: Лешен Гноиньский, Войцех Слота)
- Ambassada (в России вышел под названием «ПосольССтво») (2013, комедия, режиссёр: Юлиуш Мачульский)

## Книги
- A. Darski, P. Weltrowski, K. Azarewicz — Spowiedz heretyka. Sacrum Profanum — G+J Gruner+Jahr Poland 2012, ISBN 978-83-7778-197-5

Русскоязычная версия книги — Адам Nergal Дарский «Исповедь еретика» — вышла в совместном издании TheFlamingArts, Metal Star и Possession Productions в мае 2014 года лимитированным тиражом в 1000 копий.